# HD 40486
HD 40486，又名BD+48 1333，SAO 40789、HR 2105，是一颗恒星，视星等为5.96，位于銀經164.01，銀緯12.6，其B1900.0坐标为赤經5h 54m 2.2s，赤緯+48° 12.6′ 16″。